# Gjentofte-Filmen
Gjentofte-Filmen er en dansk propagandafilm fra 1937 instrueret af Gunnar Wangel og efter manuskript af Poul Melgaard.

## Handling
Om Gentofte Kommunes fortræffeligheder og de Konservatives rolle i at sikre disse med det slet skjulte formål at få folk til at melde sig ind.